# 적득
적득(狄得, ?~?)은 신라의 관리이다.

## 생애
655년, 백제와 고구려가 함께 신라를 공격하자 태종무열왕의 명을 받고 군대를 이끌고 출전했다.
이후 벌어진 조천성(助川城)에서의 전투에서 전사하자 태종무열왕은 그에게 대나마(大奈麻)의 관등을 추증했다.